# Andrew Barr
Pour les articles homonymes, voir Barr.
Andrew James Barr, né le 29 avril 1973 à Lismore, est un homme politique travailliste australien.

## Biographie
Barr est le premier chef de gouvernement et le premier ministre ouvertement gay en Australie,. Militant LGBT, il s’est prononcé en faveur du mariage entre personne de même sexe.

## Carrière politique
Depuis le 11 décembre 2014, il est ministre en chef du Territoire de la capitale australienne. Il est également le chef du Parti travailliste du Territoire de la capitale australienne. 